# Bode-Museum

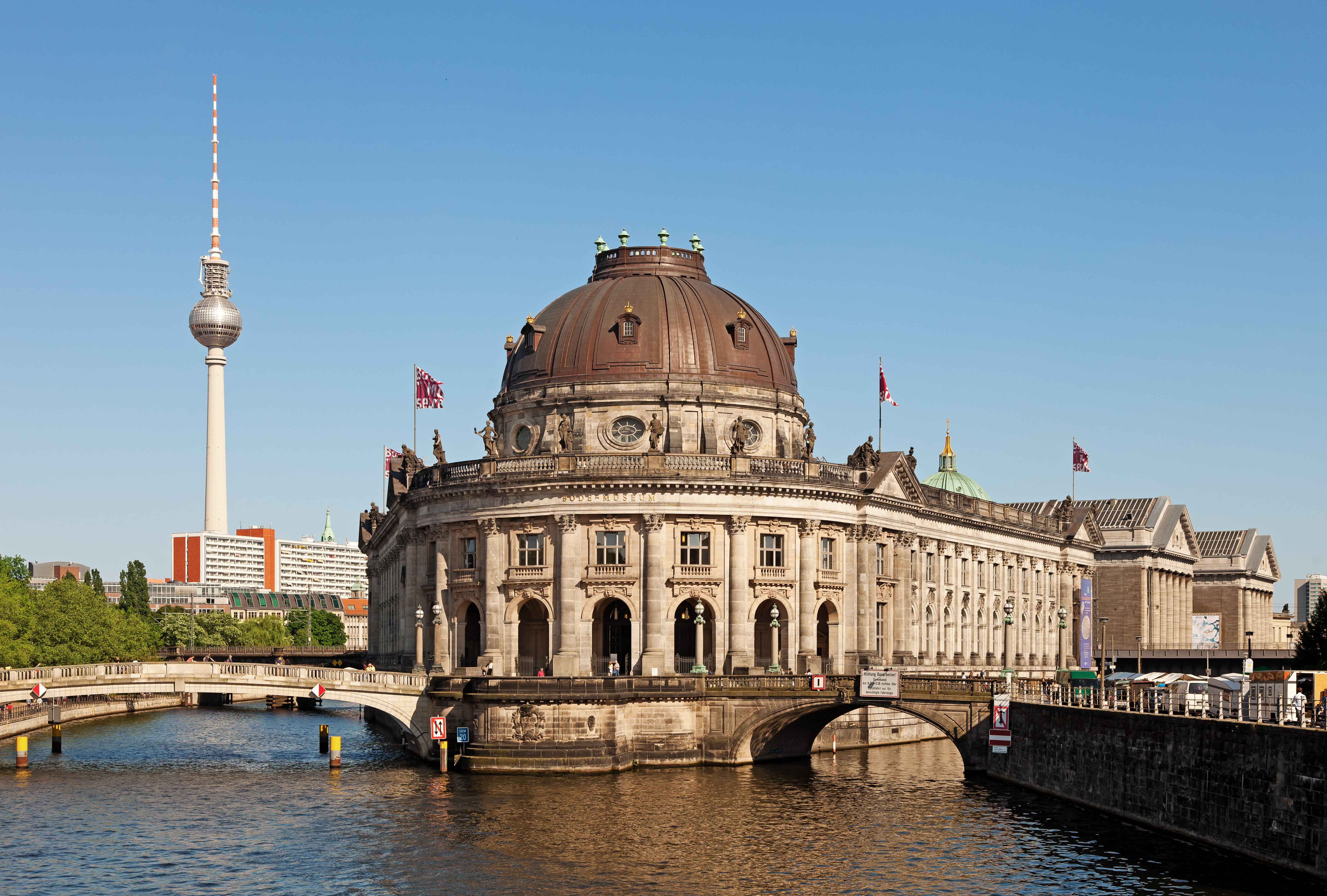
Bode-Museum an der Spitze der Museumsinsel, links der Fernsehturm, rechts anschließend das Pergamonmuseum

Das Bode-Museum (ursprünglich: Kaiser-Friedrich-Museum) im Berliner Ortsteil Mitte gehört zum Bauensemble der Museumsinsel und damit zum Weltkulturerbe der UNESCO. Im Auftrag Kaiser Wilhelms II. von 1898 bis 1904 von Ernst Ihne im Stil des Neobarock erbaut, beheimatet es die Skulpturensammlung und das Museum für Byzantinische Kunst sowie das Münzkabinett. Auf dem Vorplatz befand sich das von Rudolf Maison geschaffene Reiterstandbild Friedrichs III., das in der DDR-Zeit zerstört wurde. Im Jahr 2019 verzeichnete das Bode-Museum rund 260.000 Besucher.

## Geschichte

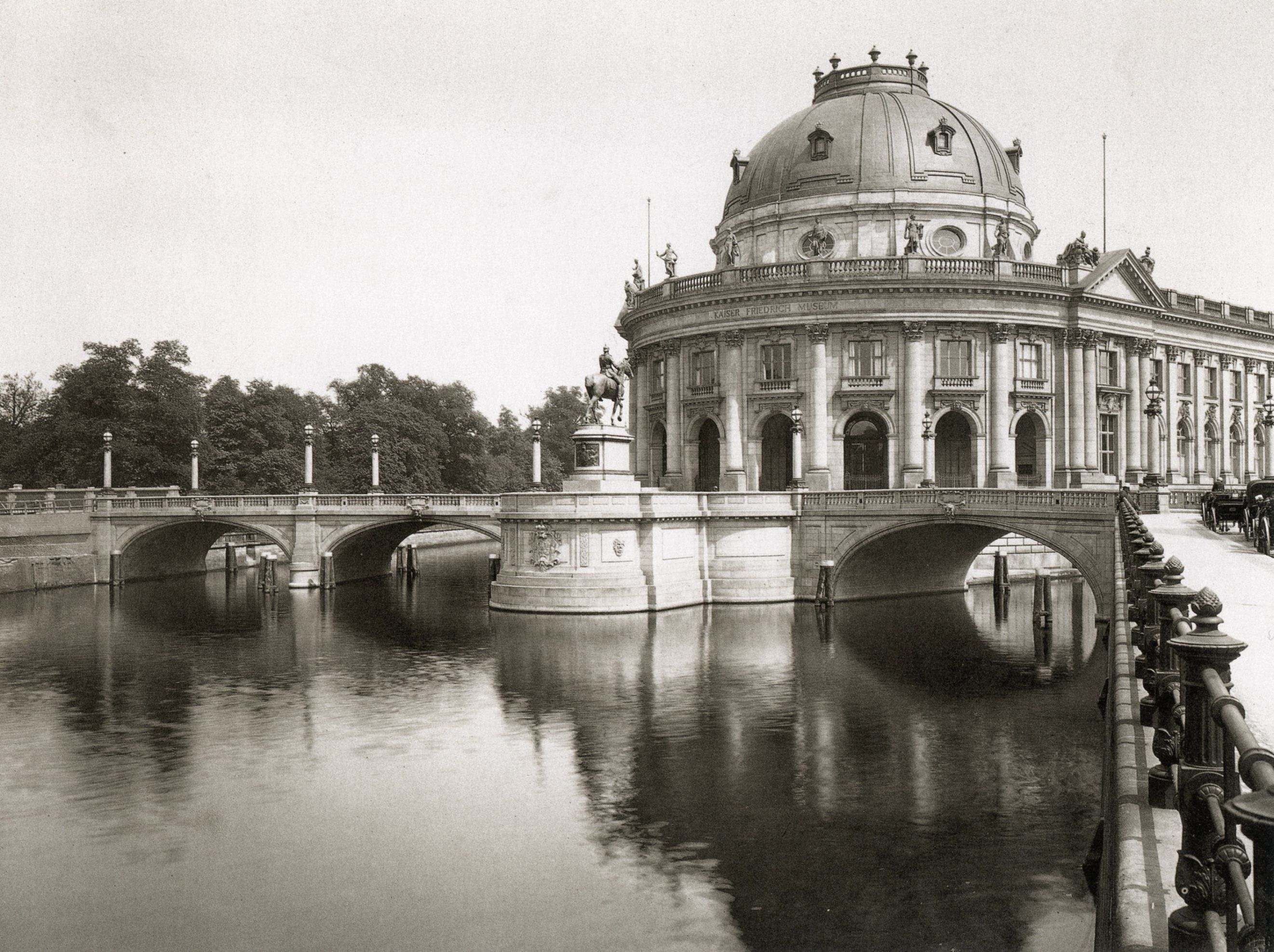
Kaiser-Friedrich-Museum mit Reiterstandbild Friedrichs III., 1905

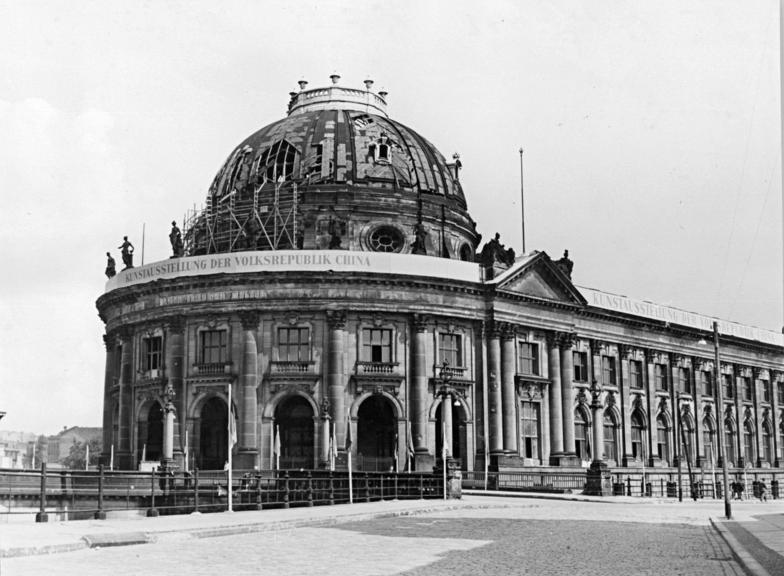
Bode-Museum nach dem Zweiten Weltkrieg, 1951

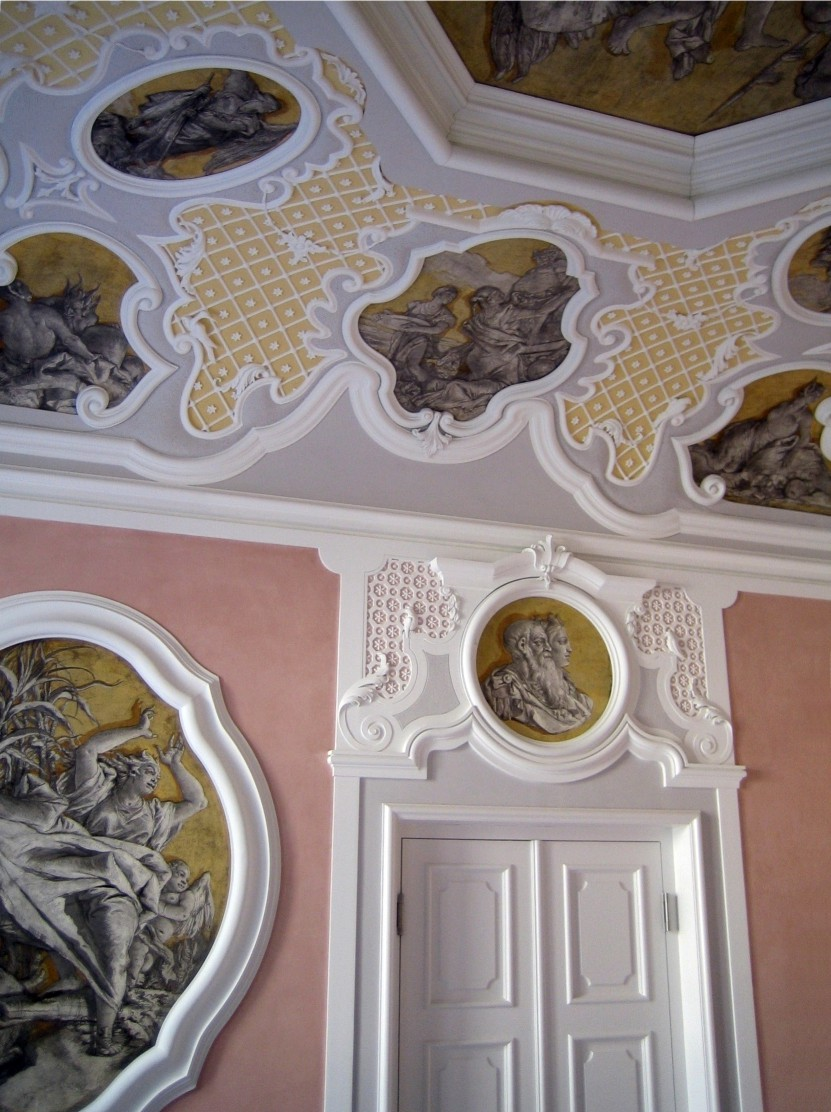
Teilansicht des bis 2006 wiederhergestellten Tiepolo-Kabinetts

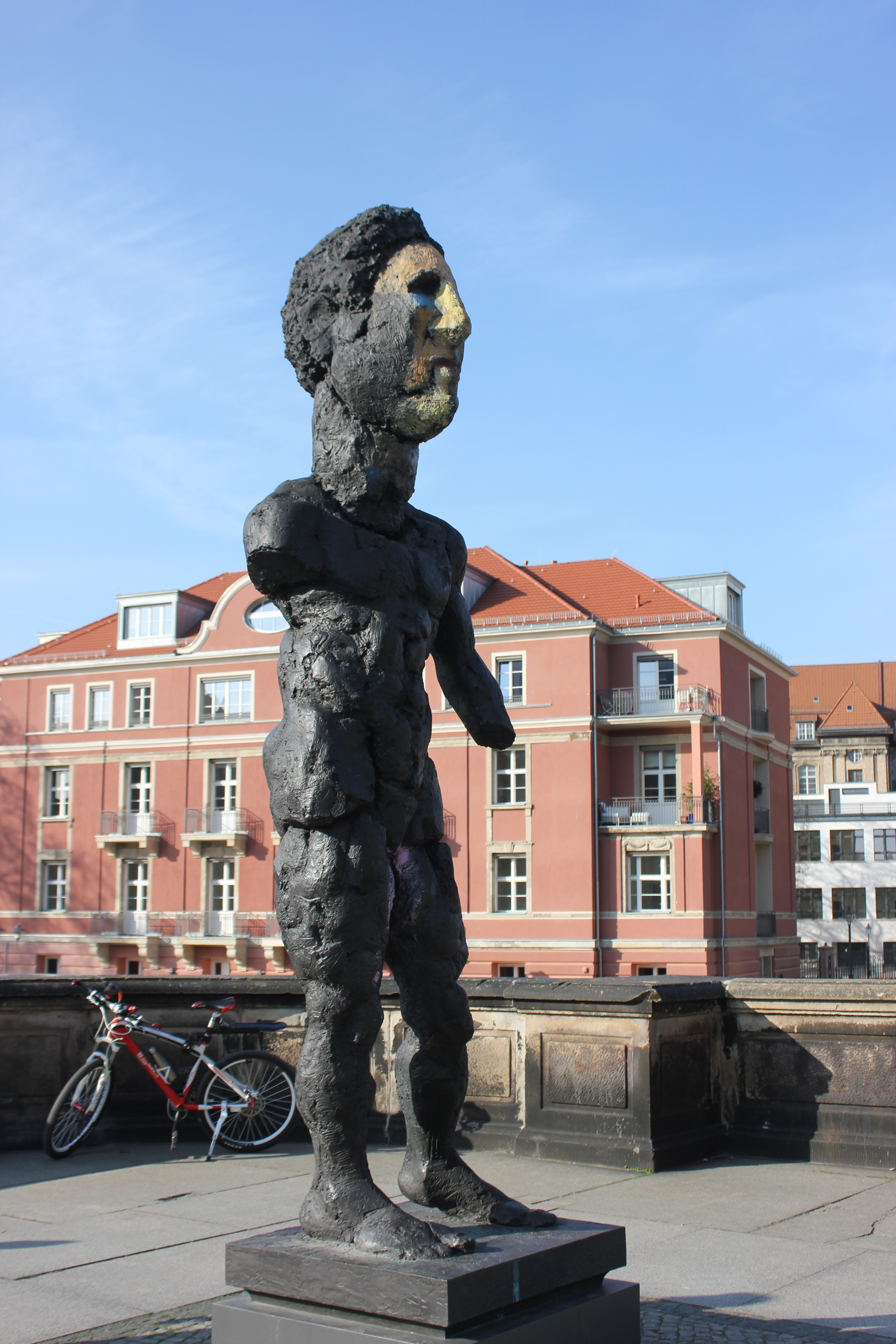
Hektor-Skulptur von Markus Lüpertz vor dem Bode-Museum

### Entstehung
Bereits in den 1840er Jahren entstand in Berlin der Gedanke, ein Kunstmuseum an dieser Stelle zu bauen. Der Kunsthistoriker Wilhelm von Bode lieferte dazu die später umgesetzten Vorschläge; Bode wurde im Jahr 1914 dafür geadelt. Hofarchitekt Ernst von Ihne und der Bauleiter Max Hasak errichteten den Museumsbau zwischen 1897 und 1904 für die von Bode aufgebaute Skulpturen- und Gemäldesammlung, deren Anfangsbestände auf die Kunstkammern der Kurfürsten von Brandenburg zurückgehen. Am 18. Oktober 1904, dem Geburtstag Friedrichs III., der 1888 gestorben war, wurde das Museum eröffnet. Zur Erinnerung an den „99-Tage-Kaiser“ Friedrich III. erhielt das Haus den Namen Kaiser-Friedrich-Museum.

### Zerstörung und Wiederaufbau
Im Zweiten Weltkrieg erlitt das Gebäude die auf der Museumsinsel vergleichsweise geringsten Schäden, doch erst 1951 erhielt es ein Notdach. Nach Kriegsende 1945 ließ die neue Berliner Stadtverwaltung alle Bezüge zu früheren Herrschern tilgen; das Sammlungsgebäude hieß nun inoffiziell Museum am Kupfergraben. Am 1. März 1956 gab Johannes R. Becher, der damalige Kulturminister der DDR, dem Kaiser-Friedrich-Museum feierlich den Namen Bode-Museum zur Erinnerung an seinen Erbauer. Hier waren zeitweilig das Ägyptische Museum mit seiner Papyrussammlung, das Museum für Vor- und Frühgeschichte, eine Gemäldegalerie, eine Skulpturensammlung und das Münzkabinett untergebracht. Erste Teile der Sammlungen konnten ab 1954 wieder gezeigt werden. Die schrittweise Instandsetzung des Gebäudes einschließlich der Restaurierung der Innenräume zog sich bei laufendem Museumsbetrieb bis zum Jahr des 750. Stadtjubiläums 1987 hin.

### Sanierung
Anfang der 1990er Jahre wurden zahlreiche gravierende Mängel festgestellt, sodass 1997/1998 eine Generalinstandsetzung („Kanzlerinstandsetzung“) beschlossen wurde. Sie umfasste die denkmalgerechte Restaurierung des ganzen 100 Jahre alten Museumsbaus, wobei auch zahlreiche seit Kriegsende schon wiederhergestellte Bau- und Dekorelemente fachgerecht erneuert werden mussten.
Eine besondere Attraktion war schon 1904 das Tiepolo-Kabinett, ein relativ kleiner Raum in Altrosa und Weiß mit reichen Stuckverzierungen in Formen des spätbarocken Bandelwerks. Hier sind 22 Fresken in Grisaille-Technik zu sehen, die der Barockmaler Giovanni Battista Tiepolo 1759 für den Palazzo Volpato Panigai im norditalienischen Nervesa geschaffen hatte. Wilhelm von Bode kaufte sie, holte sie 1899 nach Berlin und ließ sie in seinem Museum anbringen. Im Zweiten Weltkrieg wurde der Raum völlig zerstört; die Bilder waren zuvor ausgelagert worden und galten lange als verschollen. Während der letzten Generalinstandsetzung des Gebäudes konnte das Kabinett mit großem Aufwand wiederhergestellt werden – anhand eines einzigen Schwarz-Weiß-Fotos aus einem Museumskatalog von 1904.
Vier der fünf Höfe sind für einen Besucherrundgang mit Skulpturenausstellungen im Freien erschlossen. Entsprechend dem Masterplan Museumsinsel wurde eine Verbindung zum Pergamonmuseum hergerichtet. Teil der Instandsetzung war auch die Modernisierung des ganzen Hauses in Bezug auf Technik und Sicherheit. Fotoatelier und Restaurierungswerkstätten wurden zeitgemäß ausgestattet, korrodierte Teile der Stahlträgerkonstruktion ausgetauscht, behindertengerechte Zugänge angelegt, Hausschwamm wurde beseitigt, der Brandschutz modernisiert und eine Klimaanlage eingebaut. Die Originalsubstanz sollte möglichst erhalten werden, also wurden nachträgliche Einbauten beseitigt und ursprüngliche Farbfassungen wiederhergestellt.
Die Generalinstandsetzung des Bode-Museums kostete 152 Millionen Euro und wurde aus Mitteln des Bundeshaushalts finanziert. Das Museum hat Geschossflächen von insgesamt 25.000 m²; die Hauptnutzfläche beträgt 11.000 m² für die 66 Ausstellungsräume. Eine Studiensammlung mit italienischen Bildwerken verschiedener Schulen, eine Kindergalerie, ein Museumsshop und eine Cafeteria in der Eingangshalle ergänzen die Angebote an die Besucher.
Mit der symbolischen Schlüsselübergabe im November 2005 endete die Komplettrenovierung des Bode-Museums nach fünfeinhalb Jahren. Im Oktober 2006 öffnete das fertig eingerichtete Museum wieder für Besucher. In der Zwischenzeit wurde die aktuelle Präsentation der Kunstwerke und der Raumgestaltungen vorbereitet, die teilweise kontrovers diskutiert worden war. Das Ergebnis trägt zeitgemäßen Sehgewohnheiten der Museumsbesucher Rechnung: Wände und Sockel sind meist weiß oder hellgrau gestrichen, die Kunstobjekte locker, mit teilweise besonderen Sichtbezügen angeordnet, Skulpturen stehen nicht selten frei im Raum, die Anmutung ist offen und lebendig. Dabei wird aber Bodes ursprüngliches Konzept der komplexen Stilräume erkennbar zitiert: Historische Ausstattungsdetails – Böden, Decken, einzelne Möbelstücke – bereichern viele der Ausstellungsräume; hinzu kommen 150 ausgesuchte Tafelbilder aus der Gemäldegalerie, die in Motiv oder Darstellungsweise (oder beidem) anregende Ergänzungen zu den Exponaten liefern.
Bereits bei der Wiedereröffnung wurde klar, dass die Ausstellungsräume des Bode-Museums langfristig nicht für alle Sammlungsteile ausreichen. Insbesondere planen die Staatlichen Museen zu Berlin unter ihrem Generaldirektor Michael Eissenhauer und dem Präsidenten der Stiftung Preußischer Kulturbesitz, Hermann Parzinger, die bisher im Kulturforum vorhandene Gemäldegalerie komplett hierher zu verlagern und mit den Beständen der Skulpturensammlung wieder in einem Gebäude zu vereinen. Dazu ist ein Erweiterungsbau notwendig, der mit dem Bode-Museum funktional und inhaltlich verbunden ist und dieses komplementär ergänzt. Für diesen Neubau ist die Fläche westlich des Kupfergrabens vorgesehen. 2009 erarbeiteten zehn Studenten der Fachhochschule Potsdam, Fachbereich Architektur, unter den Professoren Theo Brenner und Dominik Krohm Entwürfe für einen Neubau. Für deren Realisierung müssten die Kasernengebäude aus den 1960er Jahren abgerissen werden, in denen das Wachregiment Friedrich Engels stationiert war. Die visionären Entwürfe waren zwischen April und September 2010 direkt im Foyer des Museums ausgestellt. Obwohl also weder Termine noch Finanzierungsmöglichkeiten feststehen, verkündete der Stiftungspräsident optimistisch: „Ich bin sicher, dass es gelingen wird, die Politik und die Öffentlichkeit zu überzeugen.“
In den Sommermonaten der Jahre 2007–2015 fanden vor dem Eingangsportal des Bode-Museums regelmäßig Open-Air-Sonntagskonzerte statt.

## Multaka: Treffpunkt Museum
Seit 2015 finden unter dem Titel „Multaka – Treffpunkt Museum“ Führungen zur Vermittlung von kunstgeschichtlichen Zusammenhängen für Arabisch und Persisch sprechende Besucher statt. „Multaka“ (arabisch: Treffpunkt) steht dabei als Bezeichnung für den pädagogisch vermittelten Austausch verschiedener kultureller und historischer Erfahrungen von Geflüchteten und anderen Besuchern aus Ländern des Vorderen Orients mit den Ausstellungen in Berliner Museen. Dabei vermittelt der interkulturelle Dialog mit den Besuchern deren jeweilige Sichtweisen auf die historischen Zusammenhänge der Kulturobjekte und darüber hinaus auf das eigene Verständnis vom kulturellen Erbe ihres Heimatlandes.

## Architektur

### Äußeres

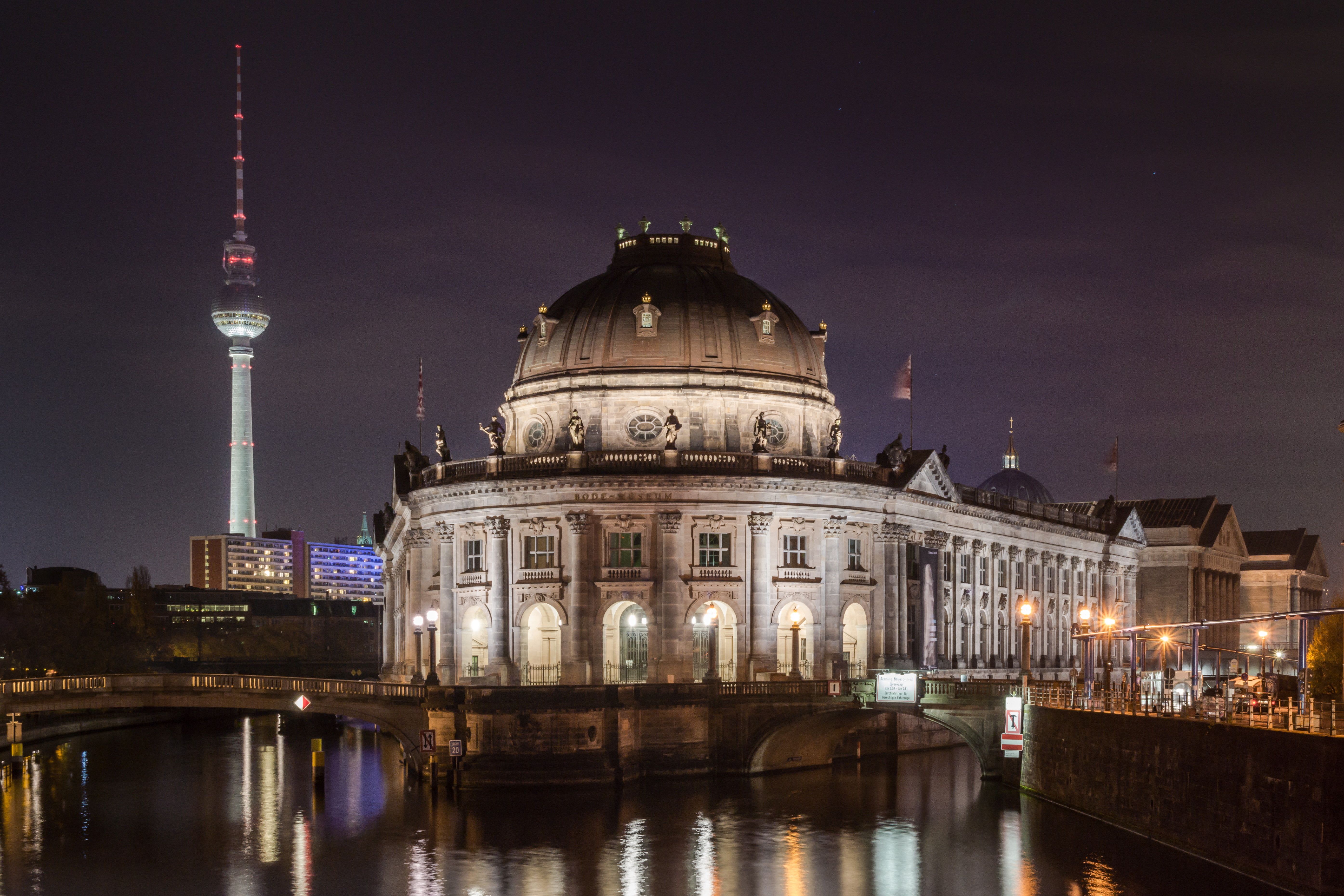
Bode-Museum bei Nacht

Das Bauwerk im Stil des Neobarock steht auf der nordwestlichen Spitze der Museumsinsel, auf einem unregelmäßig dreieckigen Grundstück mit einer Fläche von 6000 m². Hier befanden sich von 1824 bis 1897 das Berliner Mehlhaus sowie seit 1876 die Kunstbaracke, in der Ausstellungen zeitgenössischer Berliner Künstler stattgefunden hatten. Über dem Hauptbau des Gebäudes erhebt sich eine 39,50 m hohe Kuppel aus Holz und Stahl. Baufachleute nennen sie „Schwedler-Kuppel“ nach ihrem Erfinder Johann Wilhelm Schwedler. Nach dem Wiederaufbau des Museums in den 1950er Jahren war sie mit Schiefer gedeckt. Im Rahmen der Komplettsanierung um das Jahr 2002 erhielt das Kuppeldach seine ursprüngliche Kupfer-Stehfalz-Eindeckung zurück.
Der Architekt des Museumsgebäudes hat es trotz der unregelmäßigen Form des Grundstücks verstanden, den Eindruck eines völlig symmetrischen und gleichschenkligen Gebäudes zu vermitteln, ausgerichtet auf den halbrunden, von einer Kuppel überwölbten Eingangstrakt, zu dem Brücken über die beiden Spreearme führen. Der Bau ist mit Rackwitzer, Alt-Warthauer, Wünschelburger und Friedersdorfer Sandstein (alle entstanden in der Kreidezeit) aus Schlesien verkleidet. Ein mit Fenstern versehener Quadersockel und zwei weitere, durch korinthische Halbsäulen und übergiebelte Risalite gegliederte Etagen scheinen direkt aus der Spree empor zu steigen. Allegorien der Künste und berühmter Kunststädte bekrönen die Attika, geschaffen von den Bildhauern August Vogel und Wilhelm Widemann.

### Reiterstandbilder
Zur Eröffnung des neuen Museums wurde zunächst in der großen Vorhalle ein verkleinertes Modell des Schlüterschen Reiterstandbildes vom Großen Kurfürsten aufgestellt. Im Jahr 1902 erfolgte der Auftrag, von der Reiterfigur auf der Langen Brücke (spätere Rathausbrücke) ein 1:1-Gipsmodell herzustellen. Wie knapp eine Woche später berichtigt wurde, sollte die mithilfe des Gipsabdrucks erstellte Kopie (neben weiterer Werke, die der Kaiser verschenkte) an das Neue Deutsche Museum in Boston übergeben werden. Für die große Halle des Berliner Museums soll dagegen ein Bronzeabguss hergestellt werden. Dieses Modell wurde aber offenbar material- und geldsparend in der Galvanoplastischen Kunstanstalt Geislingen metallisiert und steht so noch immer in der Halle.

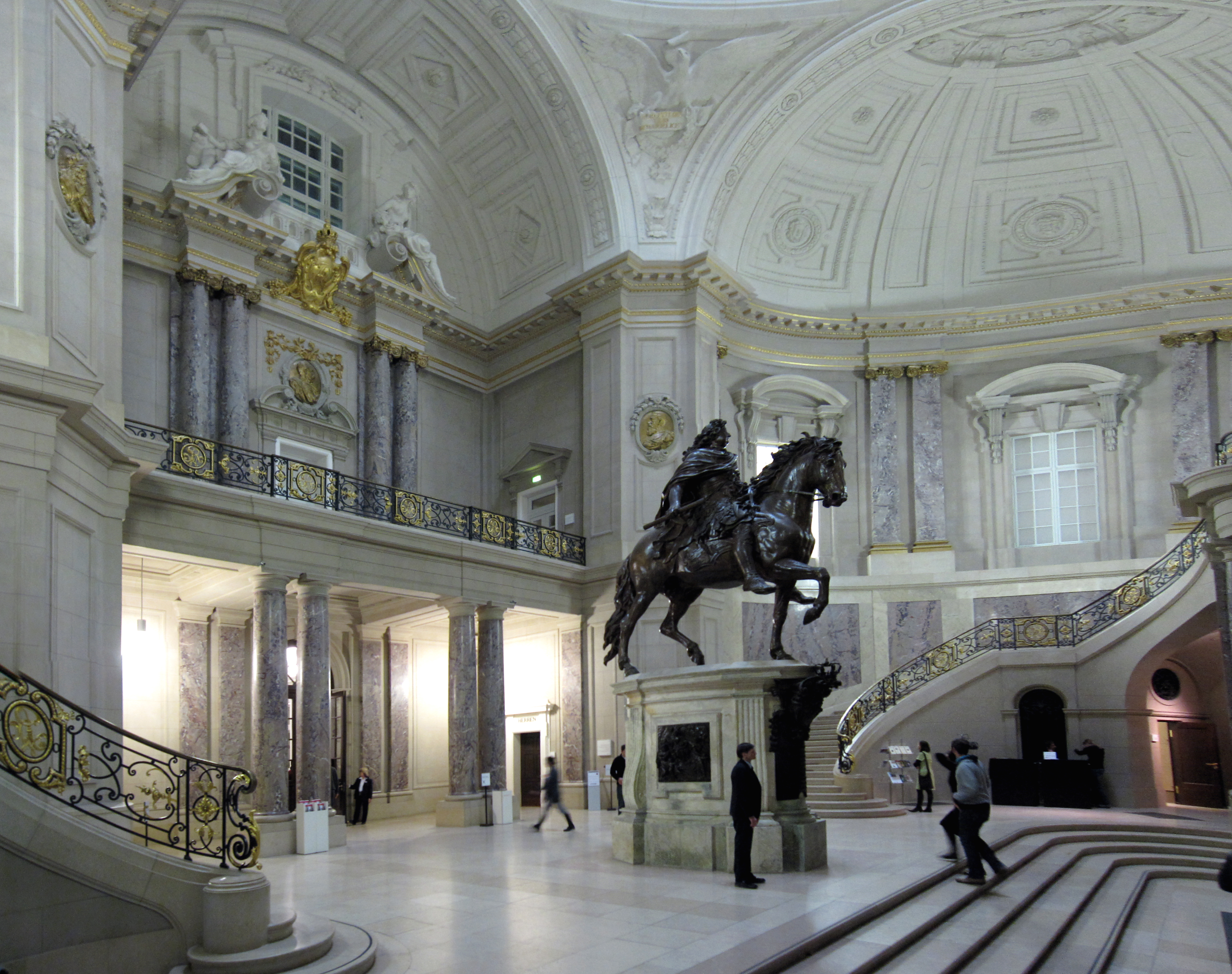
Große Kuppelhalle mit der Kopie des Reiterstandbildes des Großen Kurfürsten auf originalem Sockel

Im Jahr 1904 wurde auf dem über die Monbijoubrücke zugänglichen Vorplatz das rund 6,80 Meter hohe Reiterstandbild Friedrichs III. aufgestellt. Die Bronzeplastik stammte vom Bildhauer Rudolf Maison; der Granitsockel mit der Widmung „König Friedrich III. von Preußen Deutschem Kaiser das Deutsche Reich“ vom Architekten Ernst von Ihne. Bei der Vorstellung des Modells soll Wilhelm II. gesagt haben, so eine Figur sei „seit dem Colleoni nicht mehr modelliert worden“. Im Jahr 1951 wurde die Plastik aus ideologischen Gründen eingeschmolzen und der Sockel später entfernt. Im Depot des Historischen Museums Regensburg befindet sich ein Modell dieses Reiterstandbildes.
Das Reiterstandbild Friedrichs III. auf dem Vorplatz und das Reiterstandbild des Großen Kurfürsten in der Vorhalle des Museums standen dadurch in Bezug, dass sie aufeinander zuritten: So begegnete der Große Kurfürst seinem kaiserlichen Nachfahren Friedrich III., und dessen Baumeister Ernst von Ihne seinem künstlerischen Vorfahren Andreas Schlüter.

### Inneres

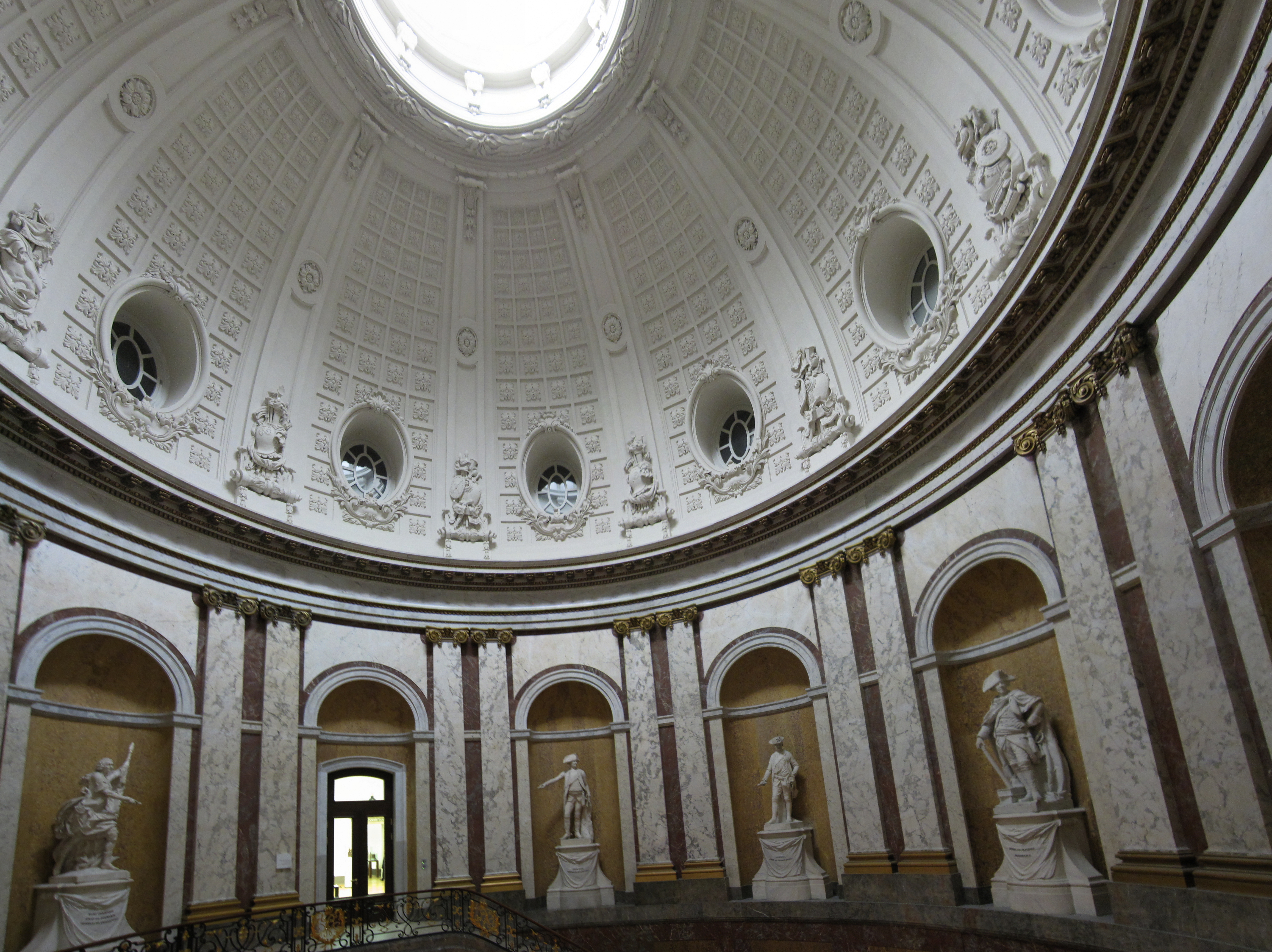
Kleiner Kuppelsaal mit den originalen Standbildern der preußischen Generäle vom Wilhelmplatz

Die Ausrichtung mehrerer Quergebäude ließ fünf Innenhöfe entstehen. Hinter dem Foyer beginnt mit der Mittelachse des Hauses eine eindrucksvolle Raumfolge: zunächst die Große Kuppelhalle mit weit geschwungenem Treppenaufgang und der galvanoplastischen Kopie von Andreas Schlüters Reiterstandbild des Großen Kurfürsten (angefertigt 1904 von der WMF) im Zentrum. Darauf folgt die Kamecke-Halle mit den Figuren, die einst auf dem Dach der von Schlüter erbauten, später zerstörten Villa Kamecke in der Dorotheenstraße standen. Das Nächste ist die Basilika im Stil der italienischen Renaissance, in den Seitenkapellen religiöse Bildwerke wie die farbigen, glasierten Terrakotten von Luca della Robbia und der Auferstehungsaltar aus Florenz. Den Abschluss bildet die Kleine Kuppelhalle im Rokokostil mit einer Treppenanlage. An deren Fuß sind die beiden Statuen der Venus und des Merkur von Jean-Baptiste Pigalle aufgestellt, die ursprünglich den Auftakt der Weinbergtreppe von Sanssouci bildeten. Im Obergeschoss der Rotunde befinden sich die Marmorstatuen der sechs Generäle Friedrichs des Großen vom Berliner Wilhelmplatz, die im 19. Jahrhundert am ursprünglichen Standort durch Bronzekopien ersetzt worden waren. In dieser Flucht repräsentativer Räume fanden einst auch Feierlichkeiten statt, zu denen die Hofgesellschaft und wohlhabende bürgerliche Mäzene geladen waren.
In den eigentlichen Ausstellungsräumen hatte Bode dichte, geschlossene Ensembles aus Skulpturen, Gemälden, Möbeln und kunstgewerblichen Objekten zusammengestellt, wie sie früher in großbürgerlichen Privatsammlungen üblich waren. Dabei trug er den wichtigsten Sammlern des ersten Bestandes, dem Bankier Adolph Thiem und James Simon, Rechnung, die ihre Exponate zu symbolischen Preisen verkauften, aber darauf bestanden, dass nicht thematisch, sondern nach ihren ehemaligen Besitzern gruppiert wurde.
Dazu kamen innenarchitektonische Details wie Portale, Marmorböden, Kassettendecken, Kamine und Altäre, die Bode vorwiegend in Italien für seinen Museumsneubau zusammengekauft hatte. Mit diesen Räumen wollte er den Besuchern die Stimmungen vergangener Epochen nahebringen. Er verfolgte mit den Stilräumen (Period Rooms) ein museumspädagogisches Konzept, das auch Ludwig Hoffmann dem Neubau des Märkischen Museums zugrunde legte – nicht weit entfernt spreeaufwärts, nahezu zur gleichen Zeit und mit noch größerer Konsequenz, nämlich auch im äußeren Erscheinungsbild seines Bauwerks.

## Sammlung

### Überblick

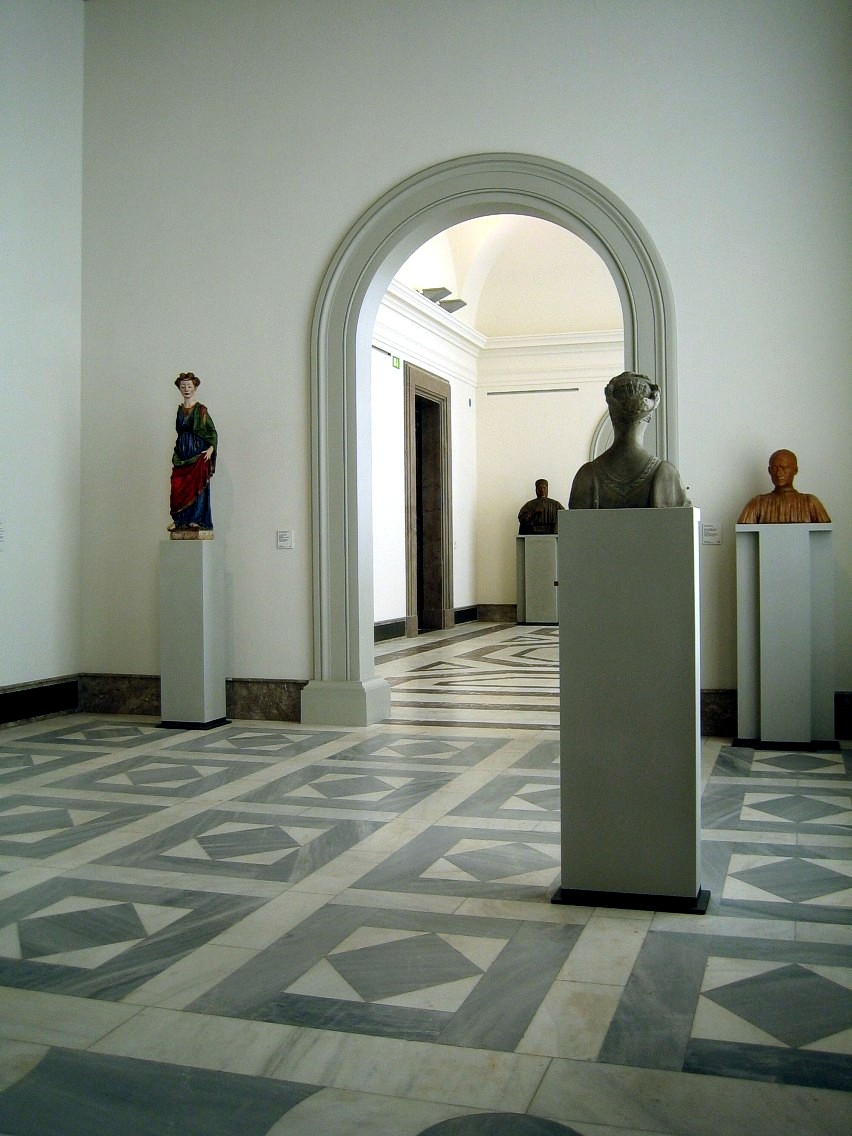
Ausstellungsräume

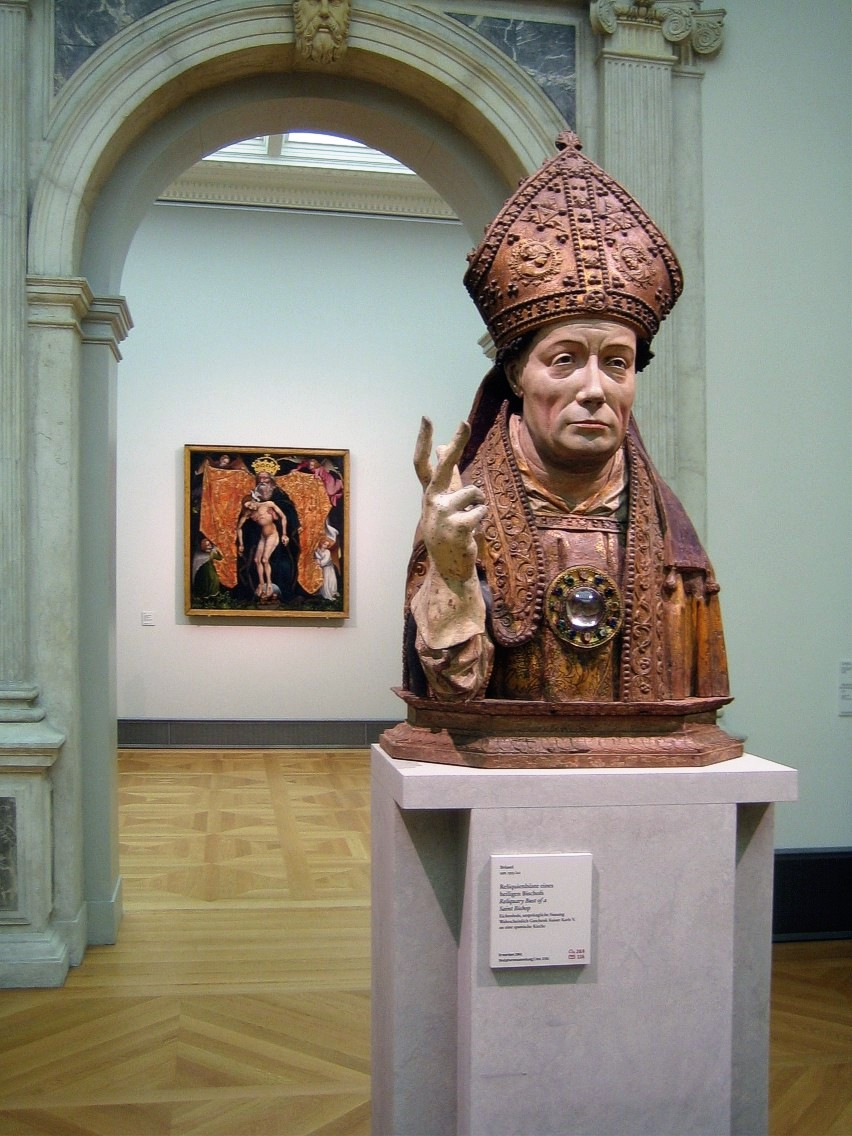
Ausstellungsräume

In den letzten Jahren des Zweiten Weltkriegs, als über Berlin Bomben abgeworfen wurden, lagerten Museumsmitarbeiter und viele Helfer größere Teile der Sammlungen aus, unter anderem in den Flakbunker Friedrichshain, der als Sicherheitsdepot eingestuft worden war. Doch im Mai 1945, als der Krieg schon offiziell beendet war, brach in den Bunkerräumen ein Feuer aus, das drei Tage lang anhielt und große Hitze entwickelte. Im Ergebnis waren viele Exponate vernichtet, andere bis zur Unkenntlichkeit zugerichtet (Kunstleichen). Was noch nach wertvollem Exponat aussah, ließ die Sowjetische Besatzungsmacht als Wiedergutmachung direkt nach Russland bringen und in der Eremitage in Leningrad sowie im Puschkin-Museum in Moskau verwahren. Im Jahr 1958 wurden zahlreiche der geraubten Kunstgüter in einem symbolischen Freundschaftsakt an die DDR zurückgegeben und in Museumsdepots eingelagert. Dort blieben sie lange Jahre unbeachtet.
Erst in den 2010er Jahren, als die bauliche Renovierung des Bode-Museums und die Umgestaltung der Ausstellungen abgeschlossen waren, fanden sich auch Geldgeber für die Wiederherstellung wertvoller Sammlungsstücke; ein bedeutender Mäzen ist die Siemens-Stiftung. Die Restaurierungswerkstatt des Museums befasst sich nun wissenschaftlich mit der Rekonstruktion von 59 ausgewählten Werken. Ein eindrucksvolles Beispiel ist die Skulptur Marmorner Schildträger von Tullio Lombardo (um 1495 geschaffen). Im April 2018 fand eine kleine Ausstellung zu der Initiative Kunst auf Lager statt. 2016 wurden im Moskauer Puschkin-Museum 59 Statuen aus dem Bode-Museum wiedergefunden.

### Skulpturensammlung und Museum für Byzantinische Kunst

#### Skulpturensammlung

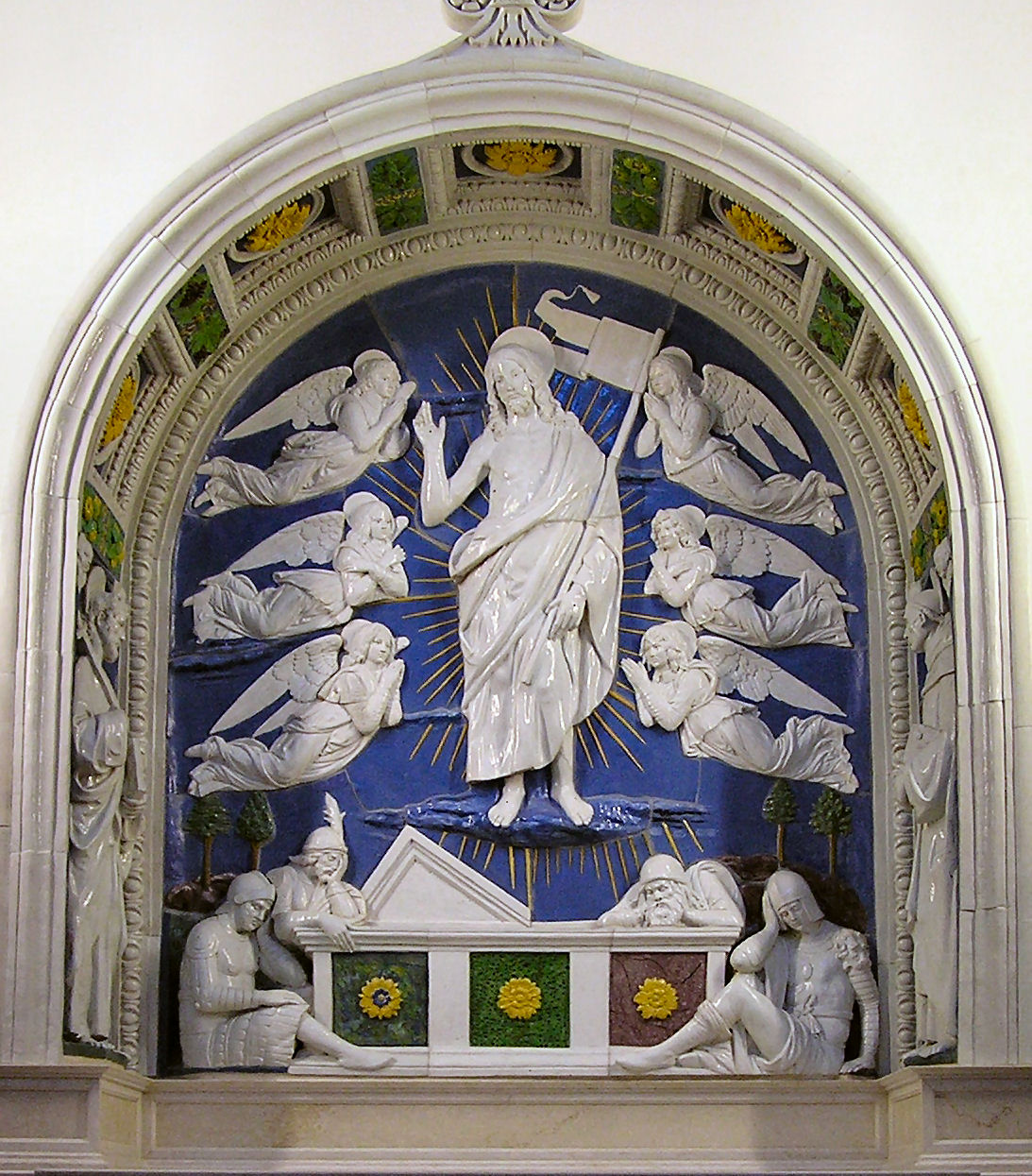
Andrea della Robbia: Auferstehung

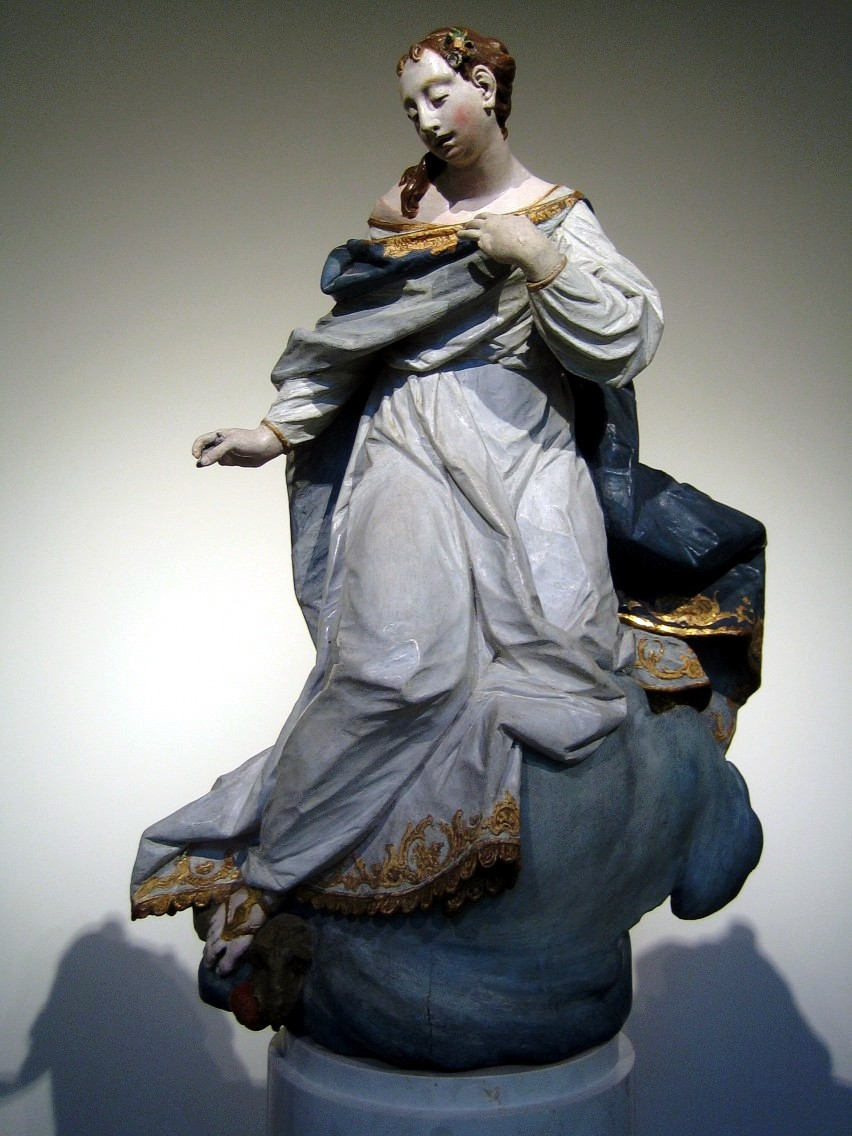
Ignaz Günther: Maria Immaculata, 1750/1760

Die Skulpturensammlung präsentiert eine der umfangreichsten Sammlungen älterer Plastik in Deutschland. Ebenso wie die Bestände des Museums für Byzantinische Kunst war sie seit dem Zweiten Weltkrieg getrennt in verschiedenen Häusern in Ost und West untergebracht und wird seit 2006 erstmals wieder an ihrem ursprünglichen Standort im Bode-Museum ausgestellt. Ein besonders sinnfälliges Beispiel für diese Zusammenführung ist die Triumphkreuzgruppe aus der Moritzkirche in Naumburg, im Untergeschoss des Museums zu sehen. Die beiden Eichenholzfiguren von etwa 1220 hatten die letzten Jahrzehnte an verschiedenen Orten verbracht, die Maria in Berlin-Dahlem, der Christus auf der Museumsinsel.
In der Sammlung finden sich Arbeiten vom Mittelalter bis zum späten 18. Jahrhundert aus den deutschsprachigen Ländern sowie aus Frankreich, Holland, Italien und Spanien. Schwerpunkt der Sammlung ist Italien, vor allem die italienische Frührenaissance: Terrakotten von Luca della Robbia, Skulpturen von Donatello, Desiderio da Settignano, Francesco Laurana und Mino da Fiesole gehören zu den Höhepunkten der Sammlung. Stark vertreten sind auch die deutschen Bildhauer der Spätgotik, unter anderen mit Tilman Riemenschneider, Hans Brüggemann, Niclaus Gerhaert von Leyden und Hans Leinberger. Besonders bemerkenswert sind die großformatigen Ritterheiligen aus der Zeit des Dreißigjährigen Krieges sowie die Alabaster- und Elfenbeinstatuetten aus Renaissance und Barock. Ignaz Günther, Joseph Anton Feuchtmayer, Edmé Bouchardon, Pierre Puget, Jean-Antoine Houdon und andere repräsentieren die Bildhauerkunst des Rokoko und des Frühklassizismus.
→ Siehe auch: Figurengruppe aus Terrakotta (um 1410) vom Meister der Lorcher Kreuztragung, Büste des Philibert le Beau, Herzog von Savoyen (vor 1524) von Conrat Meit

#### Museum für Byzantinische Kunst

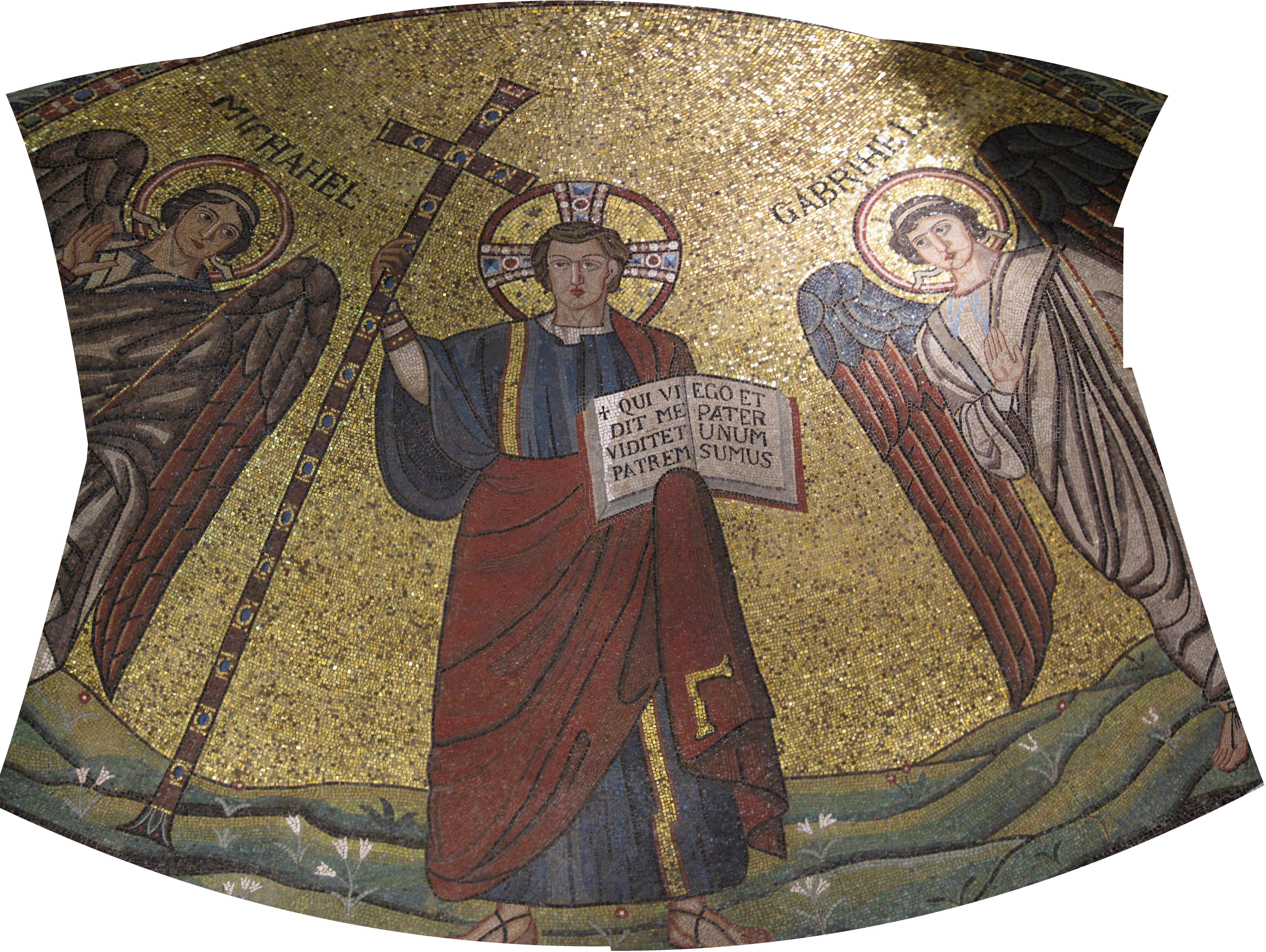
Apsismosaik aus Ravenna, 6. Jahrhundert

Diese Sammlung enthält Kunstwerke und Alltagsgegenstände aus Westrom und dem Byzantinischen Reich vom 3. bis zum 15. Jahrhundert. Entsprechend dem Ausbreitungsgebiet dieser Reiche finden sich Objekte aus nahezu dem ganzen antiken Mittelmeerraum: aus Italien und der Türkei, aus den Balkanländern und Griechenland, aus Nordafrika, dem Nahen Osten und Russland. Vier Schwerpunkte bestimmen das besondere Profil des Museums: spätantike Sarkophage aus Rom, der Hauptstadt des Weströmischen Imperiums, figürliche und ornamentale Plastiken aus dem Oströmischen Reich, Elfenbeinschnitzereien und Ikonen in Mosaiktechnik als Beispiele byzantinischer Hofkunst, schließlich Gegenstände für den Alltagsgebrauch und zur Ausübung der christlichen Religion aus Ägypten.

### Münzkabinett
Dies ist eine der ältesten Spezialsammlungen der Stiftung Preußischer Kulturbesitz. Ihre Anfänge gehen zurück auf die Kunstkammer brandenburgischer Kurfürsten im späten 16. Jahrhundert. Das Kabinett bekam 1868 den Status eines eigenen Museums und erhielt 1904 im Untergeschoss des Museums speziell eingerichtete Räume.
Das Münzkabinett ist eine der weltweit größten numismatischen Sammlungen. Ihre Geltung beruht ganz wesentlich auf geschlossenen Münzserien vom Beginn der Münzprägung im siebten vorchristlichen Jahrhundert in Kleinasien bis zur Gegenwart. Von den mehr als 500.000 Objekten kann in den ständigen Ausstellungen nur ein kleiner Teil gezeigt werden. Im Pergamonmuseum werden 1500 Spitzenexemplare antiker Münzen vorgestellt. Im Bode-Museum sind in vier Ausstellungsräumen im zweiten Obergeschoss 4000 Münzen und Medaillen zu sehen. Die ausgestellten Stücke sind in einem interaktiven Münzkatalog beschrieben. Alle übrigen Objekte sind nach Voranmeldung im Untergeschoss zu besichtigen. Dort kann auch die numismatische Spezialbibliothek benutzt werden.

#### Big-Maple-Leaf-Diebstahl
In der Nacht auf den 27. März 2017 wurde eine rund 100 kg schwere Big-Maple-Leaf-Goldmünze aus der Ausstellung des Münzkabinetts Berlin gestohlen; es handelte sich um die Leihgabe eines privaten Eigentümers. Ihr Nennwert betrug eine Million kanadische Dollar, der Materialwert zum Tatzeitpunkt rund 3,8 Millionen Euro. Im Juli 2017 wurden vier Tatverdächtige verhaftet, von denen im November 2017 noch zwei in Haft waren. Goldanhaftungen der Münze wurden in einem aus anderen Gründen beschlagnahmten Fahrzeug sichergestellt, die Münze selbst wurde nicht gefunden. Im Jahr 2018 wurde der Öffentlichkeit mitgeteilt, dass die Diebe nicht gefasst werden konnten und dass die Münze aller Wahrscheinlichkeit nach eingeschmolzen worden sei. Mitte Juli 2018 wurden von der Berliner Staatsanwaltschaft und dem Berliner Landeskriminalamt 77 Immobilien im Gesamtwert von zehn Millionen Euro der Mitglieder der Großfamilie Remmo, der die Tatverdächtigen zugerechnet werden, beschlagnahmt. Im Falle von Widersprüchen hat das Landgericht Berlin über den endgültigen Verbleib der betreffenden Immobilien zu entscheiden.
Am 20. Februar 2020 wurden Wissam und Ahmed Remmo vom Landgericht Berlin im Münz-Diebstahl schuldig gesprochen und jeweils zu viereinhalb Jahren Haft verurteilt. Der ehemalige Wachmann Denis W., der zusammen mit Ahmed Remmo in die Schule ging und mit ihm befreundet ist, erhielt eine Freiheitsstrafe von drei Jahren und vier Monaten. Die Urteile erlangten im selben Jahr Rechtskraft. Ahmed Remmo ging jedoch in Revision und blieb damit auf freiem Fuß. Die eingereichte Revision wurde vom Bundesgerichtshof im Juli 2021 abgewiesen. Im August 2021 wurde Ahmed Remmo festgenommen und einen Monat später im Zusammenhang mit dem Dresdner Juwelendiebstahl angeklagt.
Im Falle des Big-Maple-Leaf-Diebstahl waren Goldspuren und Goldspäne in Wohnungen, Fahrzeugen und an Kleidung der Täter wichtige Indizien. Das Gericht hat auch die Einziehung von insgesamt 3,4 Millionen Euro bei den Verurteilten angeordnet. Eine Tatbeteiligung Wayci Remmos konnte nicht nachgewiesen werden; das Gericht geht von noch mindestens zwei weiteren Tätern aus.

## Ausstellungen (Auszug 2015–2020)
- Perlentausch – Wissen, Welten, Werte. (21. Januar – 3. Mai 2020)
- Unvergleichlich: Kunst aus Afrika im Bode-Museum (27. Oktober 2017 – 24. November 2019)
- Zwei Kamele und ein Heiliger – Das antike Pilgerzentrum Abu Mina in Ägypten (13. Februar 2018 – 31. Januar 2019)
- 150 Jahre Münzkabinett – Münzen, Medaillen, Menschen (23. November 2018 – 27. Oktober 2019)
- Menschenbilder – Wege zum Porträt von der Antike bis zur Gegenwart (24. November 2017 – 7. Oktober 2018)
- Wissenschaft und Turbulenz. Wolfgang Fritz Volbach, ein Wissenschaftler zwischen den beiden Weltkriegen (13. Oktober 2017 – 28. Januar 2018)
- Syria antiqua – Münzen und Monumente auf der Museumsinsel (16. Juni – 5. November 2017)
- Kunst prägt Geld: Muse Macht Moneten (24. November 2016 – 27. Mai 2017)
- Canova und der Tanz  (21. Oktober 2016 – 22. Januar 2017)
- Holbein in Berlin – Die Madonna der Sammlung Würth mit Meisterwerken der Staatlichen Museen zu Berlin  (21. Januar – 17. Juli 2016)
- Ein Gott – Abrahams Erben am Nil. Juden, Christen, Muslime in Ägypten von der Antike bis zum Mittelalter (1. Dezember 2015 – 31. Dezember 2016)
- Nichts Neues. Die Abstraktion hat noch nicht begonnen. Markus Lüpertz im Bode-Museum (6. November 2015 – 20. März 2016)
- Thrakien 3.0. Münzprägung im Land des Orpheus (16. Oktober 2015 – 15. Oktober 2016)
- Das Expressive in der Kunst. Die Kreuzigung des Meisters von Meßkirch aus der Sammlung Würth im Bode-Museum (23. Juli 2015 – 3. Januar 2016)
- Sammlerglück. Meisterwerke der Sammlung Marks-Thomée (17. Juli 2015 – 15. November 2015)
- Das verschwundene Museum. Die Berliner Skulpturen- und Gemäldesammlungen 70 Jahre nach Kriegsende (19. März 2015 – 27. September 2015)
- Mark Alexander. Red and White Mannheim (29. Oktober 2014 – 15. Februar 2015)
- Theodor Wiegand und die Byzantinische Kunst (17. Oktober 2014 – 18. Januar 2015)
- Gold gab ich für Eisen. Der Erste Weltkrieg im Medium der Medaille (21. März 2014 – 30. August 2015)

## Trivia
Das Bode-Museum fand als begehbare Handlungsszenerie Eingang in das im Zweiten Weltkrieg spielende Videogame Sniper Elite V2 (2012) und in dessen remasterte Fassung aus dem Jahr 2019.